# SDSS J091709.55+463821.8
SDSS J091709.55+463821.8 (J0917+46) – gwiazda podwójna składająca się z dwóch białych karłów – J0917+46A i J0917+46B. J0917+46A jest bardzo nietypowym białym karłem, pod względem masy jest to najmniejsza znana gwiazda tego typu, a pod względem średnicy jest to największy znany biały karzeł.

## Nazwa
Nazwa obiektu jest połączeniem akronimu SDSS oznaczającego, że został on odkryty w ramach Sloan Digital Sky Survey oraz współrzędnych astronomicznych oznaczających położenie obiektu na niebie. Gwiazda nie ma nazwy potocznej.

## Charakterystyka
Obiekt położony jest w odległości około 7400 lat świetlnych od Ziemi w pobliżu granicy gwiazdozbiorów Rysia i Wielkiej Niedźwiedzicy.
Absolutna wielkość gwiazdowa obiektu szacowana jest na 6,9m, a jego wiek na 470 milionów lat. Masa J0917+46A wynosi zaledwie 0,17 M☉ i jest to najmniejszy znany biały karzeł. Temperatura powierzchni gwiazdy wynosi na 11 288 ± 72 K, a log g (grawitacja na powierzchni) = 5,48 ± 0,03. Promień gwiazdy wynosi około 0,12 R☉ i jest około dziewięciokrotnie większy od promienia typowego białego karła o znacznie większej masie wynoszącej 0,6 M☉.
J0917+46A posiada niewidocznego towarzysza, J0917+46B, który także jest białym karłem. Obiekt nie został zaobserwowany bezpośrednio, ale jego istnienie zostało wyliczone na podstawie danych obserwacyjnych jego widocznego kompana. Druga gwiazda systemu ma masę wynoszącą ponad 0,28 M☉, prawdopodobnie zbliżoną do 0,36 M☉. Okres orbitalny obydwu gwiazd wynosi 7,5936 ± 0,0024 dni, położone są od siebie w odległości 0,007 j.a.

## Ewolucja systemu
Po odkryciu J0917+46 wiadomo było, że odkryta gwiazda musi posiadać drugiego towarzysza, który jest odpowiedzialny za dramatyczną utratę masy przez tę gwiazdę. Gwiazda była zbyt młoda, aby mogła powstać w wyniku ewolucji z pojedynczej gwiazdy.
Tego typu układy składają się zazwyczaj z dwóch białych karłów lub białego karła i gwiazdy neutronowej. Obserwacje przy pomocy radioteleskopu Green Bank i satelity naukowego XMM-Newton prowadzącego obserwacje w zakresie promieniowania rentgenowskiego wykluczyły możliwość, aby towarzyszem J0917+46A była gwiazda neutronowa i z dużą dozą prawdopodobieństwa wykluczyły, aby drugim obiektem była czarna dziura. Najbardziej prawdopodobną hipotezą jest, że niewidzialny towarzysz J0917+46A jest podobnie jak ta gwiazda białym karłem.
Początkowo układ składał się z dwóch gwiazd ciągu głównego, jedna z nich miała masę wynoszącą około dwóch mas Słońca, a druga była nieco mniejsza od Słońca. Bardziej masywna gwiazda ewoluowała szybciej od jej mniejszego towarzysza, przechodząc fazę czerwonego olbrzyma, a następnie stając się białym karłem. Znacznie później, około dziesięć miliardów lat po niej, także druga gwiazda systemu przeszła podobną ewolucję. Obydwie z gwiazd przechodząc etap czerwonego olbrzyma rozszerzały się znacznie tak, że ich gazowa otoczka obejmowała ich towarzysza co z jednego strony powodowało, że część ich materii była przejmowana przez drugą gwiazdę, a także spowalnianie ruchu orbitalnego drugiej gwiazdy i zmniejszanie się ich wspólnej orbity. Wzajemne oddziaływanie gwiazd spowodowało, że poruszają się one w odległości niewiele ponad miliona kilometrów z prędkością wynoszącą prawie 540 000 km/h obiegając się co 7,6 godzin i coraz bardziej zbliżając do siebie. Za około dziesięć miliardów lat dojdzie do ich połączenia w jedną gwiazdę.